# Tambito
El tambito es un ritmo musical, folclórico de Costa Rica. Es junto con el punto guanacasteco, uno de los géneros musicales más reconocibles del folclor de este país centroamericano. Su nombre deriva del tambo, un tipo de rancho que se construía antiguamente en las fincas ganaderas para que durmieran los peones. Su origen es desconocido, aunque se cree derivado de la danza española. Gran cantidad de las canciones y danzas folclóricas de Costa Rica son tambitos, entre ellas, "Tambito" Letra Ligia Guzmán. Música Álvaro Rodríguez Zamora c.c TUKA, elaborada en 1992.
Fue interpretada en Desfile de Rosas en California el primero de enero de 2020 por Banda Municipal de Zarcero, bajo la dirección de Elesban Rodríguez Rojas, otros tambitos son «Caballito nicoyano», «Así es mi tierra», «Mi novia linda» (los cuatro obra de Mario Chacón Segura), «Pasión» (Pasión Acevedo), «Flor de café», «Fiestas en San José» (Luis Castillo), «La carreta y la lluvia» (Freddy Calvo), «Libertad Sarapiqueña» (Rándall Castro), «El torito» (anónimo).